# Assassinat d'Élisabeth de Wittelsbach
Vous lisez un « bon article » labellisé en 2020.
L'assassinat d'Élisabeth de Wittelsbach, dite Sissi, impératrice d'Autriche et reine de Hongrie, s'est produit au début de l'après-midi du 10 septembre 1898 à Genève. Il a été perpétré par Luigi Lucheni, un Italien qui se réclamait de la mouvance anarchiste.
Le jour du meurtre, l'impératrice, âgée de 60 ans, séjourne à l'hôtel Beau-Rivage avec une suite restreinte. Vers 13 h 30, elle quitte son hôtel avec sa dame de compagnie, Irma Sztáray de Sztára et Nagymihály, afin de rejoindre le bateau Le Genève sur lequel elles ont l'intention d'embarquer. Luigi Lucheni les devance et se précipite sur Élisabeth, à laquelle il assène un coup de lime au cœur. C'est à bord du Genève que sa dame de compagnie constate l'état préoccupant de l'impératrice. Elle est reconduite à l'hôtel Beau-Rivage, où elle meurt un peu plus d'une heure après avoir été agressée.
L'annonce de sa mort provoque la stupéfaction dans l'Europe entière. Plusieurs arrestations de personnes qualifiées d'anarchistes ont lieu, notamment en Suisse et en Belgique. À Vienne et à Trieste, des ouvriers italiens sont pris à partie, tandis qu'à Berlin, les mesures de police sont renforcées. À Bruxelles, des afficheurs de libelles sont mis sous les verrous. De prétendus complots anarchistes envers d'autres souverains ou héritiers, tels le roi Charles Ier de Portugal, la reine Wilhelmine des Pays-Bas et le prince Victor-Emmanuel d'Italie, sont évoqués par la presse.
Les funérailles de l'impératrice-reine, une semaine après sa mort, donnent lieu à de nombreuses marques d'hommage rendues par une importante représentation de membres du Gotha et par la population viennoise envers leur souveraine. Son assassinat consolide le mythe dont elle était déjà auréolée de son vivant et qui est toujours présent au XXIe siècle.

## Historique

### Contexte

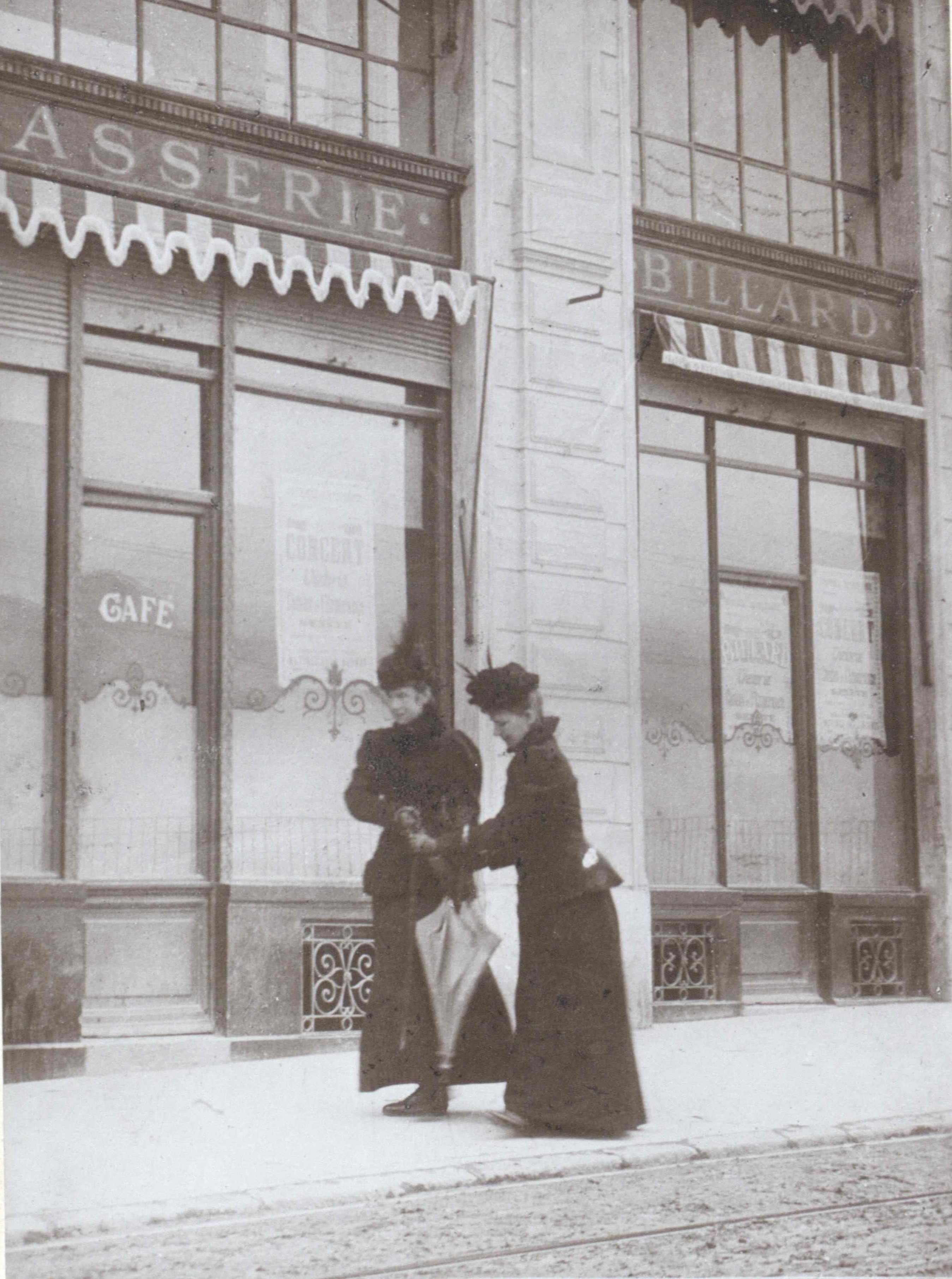
Dernière photographie de l'impératrice Élisabeth (à gauche de l'image) la veille de son assassinat, avec Irma Sztáray à Territet.

L'impératrice-reine, n'ayant jamais pu s'adapter au mode de vie de la cour impériale, évitait de séjourner à Vienne, demeurait en Hongrie ou voyageait à travers l'Europe où elle pratiquait assidûment l'équitation. Un tel comportement indignait la cour et amusait la presse qui à l'occasion des noces d'argent du couple impérial en 1879 souligna que l'on fêtait moins 25 ans de ménage que 25 ans de manège.
La mort tragique de son fils Rodolphe à Mayerling, en 1889, ne fit qu'amplifier le mal-être de la souveraine bientôt surnommée  « l'impératrice errante ». Au cours de l'été 1898, elle passe quelques jours en compagnie de son époux l'empereur François-Joseph dans la résidence d'été de la famille impériale à Bad Ischl, en Haute-Autriche. Après cette parenthèse, elle entreprend un nouveau périple d'un mois et demi en Allemagne, où elle effectue une cure à Bad Nauheim pour y soigner son anémie, sa névrite et une légère dilatation cardiaque, avant de se rendre dans sa Bavière natale. L'impératrice Élisabeth, âgée de 60 ans, séjourne à Munich. Ensuite, en compagnie d'une suite réduite, elle se dirige vers Genève ; elle arrive le 30 août 1898 à Caux, près de Montreux, d'où elle excursionne. Elle demande à l'empereur de la rejoindre, mais ce dernier est trop absorbé par son devoir : la politique et la préparation des fêtes de son jubilé de 50 ans de règne prévues dans la seconde quinzaine de septembre.
Le vendredi 9 septembre 1898, Élisabeth se rend de Caux à Genève afin de déjeuner auprès de la baronne Julie de Rothschild au château de Pregny. La baronne lui propose son propre yacht, le Gitana II, pour revenir à Territet, près de Caux, mais l'impératrice décline l'offre, préférant emprunter le lendemain le vapeur de la Compagnie générale de navigation sur le lac Léman. Elle passe donc la nuit à l'hôtel Beau-Rivage en ayant l'intention de rentrer à Caux, par la ligne de navigation régulière le samedi.
Le registre de l'hôtel Beau-Rivage précise que l'impératrice et sa suite ont retenu 18 chambres : trois à son usage personnel et sous sa véritable identité, deux pour sa dame d'honneur Irma Sztáray de Sztára et Nagymihály, une pour son secrétaire particulier Eugen Kromar, deux pour la comtesse Marie-Thérèse de Harrach et la comtesse Marie Festetics, dames de la cour, une pour le prince d'Auersperg, grand chambellan, deux pour le comte de Bellegarde, et quatre autres pour les caméristes (Mademoiselle de Meissel et Mademoiselle de Hennike), le comte de Kuefstein, ministre d'Autriche-Hongrie à Berne, et M. Mader, contrôleur du train impérial.
Parvenue à l'hôtel à 17 h 30, l'impératrice se repose durant une heure avant de se rendre, avec sa dame d'honneur, dans quelques pâtisseries. Quai du Rhône, elle achète chez un antiquaire une petite table pour sa fille Marie-Valérie et s'exprime en hongrois chez le commerçant, afin de ne pas être reconnue. À 21 h 45, elles sont de retour. L'impératrice, qui aime dormir toutes fenêtres ouvertes, est indisposée par le bruit de la rue et les vocalises d'un chanteur italien. Elle ne s'endort qu'à 2 h du matin et se lève à 9 h.

### Assassinat

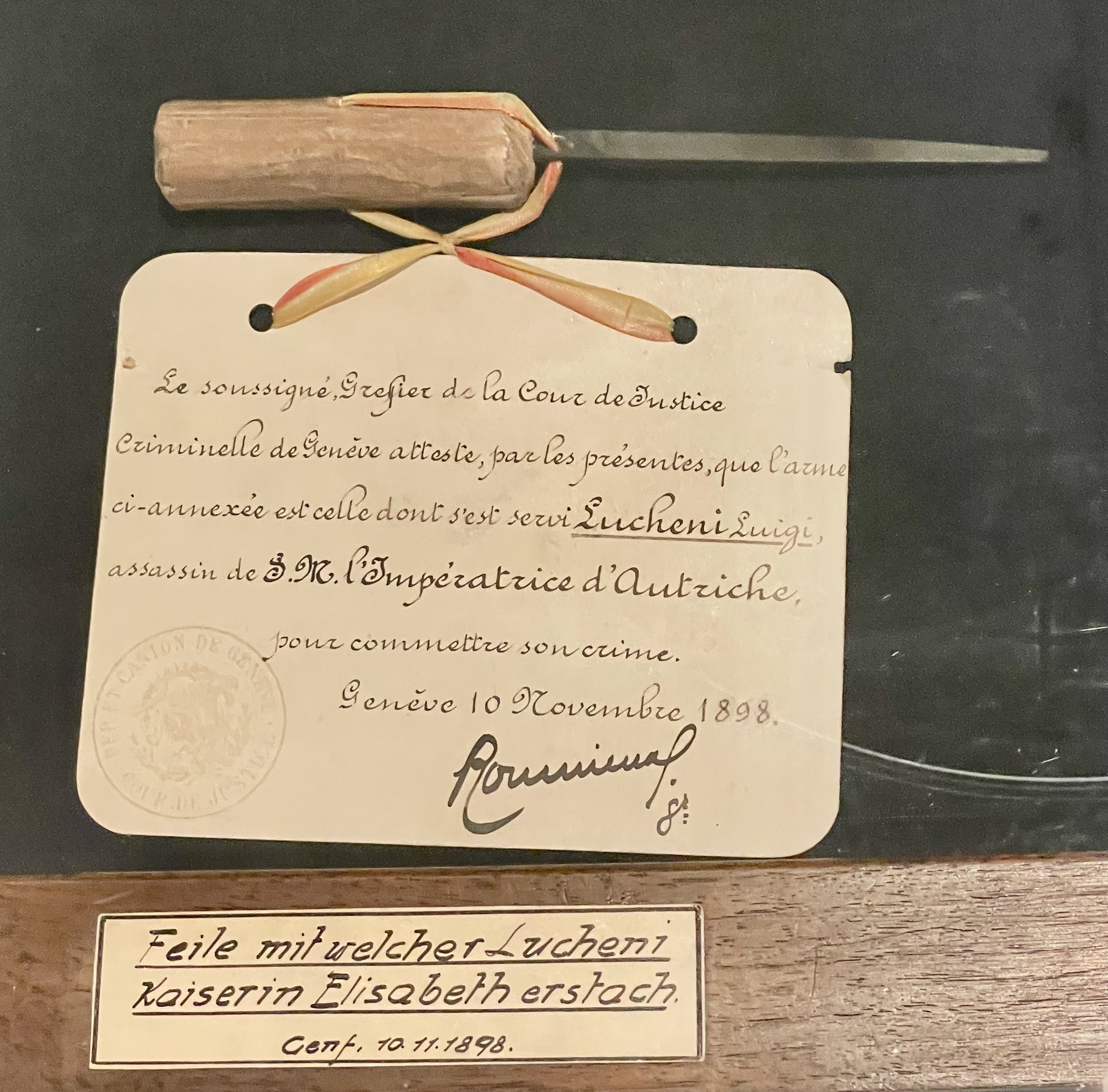
Lime triangulaire de 9 cm de long utilisée pour poignarder l'impératrice.

Le samedi 10 septembre 1898, dans la matinée, Élisabeth dit à sa dame d'honneur, Irma Sztáray de Sztára, qu'elle veut aller en ville à 11 h du matin, pour écouter un nouvel orchestrion. Ensuite, elles doivent prendre le bateau pour Montreux à 13 h 40. Les deux femmes quittent l'hôtel à 11 h précises pour se diriger vers le magasin de musique Baecker, rue Bonnivard. L'impératrice y achète un appareil à musique à manivelle et 24 rouleaux. À 13 h, elles reviennent à l'hôtel où Élisabeth boit du lait frais, tandis qu'Irma Sztáray déjeune rapidement. À 13 h 25, sa dame d'honneur informe Élisabeth que le bateau s'apprête à partir. Habituellement pressée, l'impératrice s'attarde pourtant encore quelques minutes pour contempler le mont Blanc. À 13 h 35, les deux femmes sortent de l’hôtel Beau-Rivage et pressent le pas pour se rendre au bateau à vapeur car ce dernier, prêt à lever l'ancre à 13 h 40, a déjà fait sonner sa cloche à deux reprises. L'impératrice est rassurée car elle voit au loin que les passagers embarquent lentement.
Se dépêchant, les deux femmes ne remarquent pas la présence d'un homme aposté derrière le douzième arbre du quai. Luigi Lucheni devance l'impératrice. Au moment où elle parvient à l'embarcadère, l'homme vient à sa rencontre, le pas rapide. Les femmes s'effacent pour le laisser passer. Lucheni se précipite alors, en levant le poing droit serré sur Élisabeth, vérifie si c'est bien elle et la poignarde d'un coup de lime de 9 cm au cœur. Croyant initialement qu'il ne s'agit que d'un simple coup de poing, Élisabeth s'évanouit, sa longue chevelure amortissant quelque peu sa chute. Forte de l'aide de sa dame de compagnie et d'un cocher, elle se relève, tandis que le cocher appelle M. Planner, le concierge de l'hôtel Beau-Rivage. La dame d'honneur, tout en brossant la robe de l'impératrice, lui demande si elle souffre. Elle répond négativement. Le concierge insiste afin qu'elle retourne à l'hôtel, mais l'impératrice refuse. Elle déclare : « Je me demande ce que voulait cet homme. Peut-être arracher ma montre ? », tout en se dirigeant vers le bateau, avec sa dame ; elle effectue quelque 120 pas avant d'atteindre la passerelle où elle monte. Une fois devant le bateau, elle se met à parler en hongrois : « Ne suis-je pas très pâle ? » et ajoute que sa poitrine lui fait très mal.

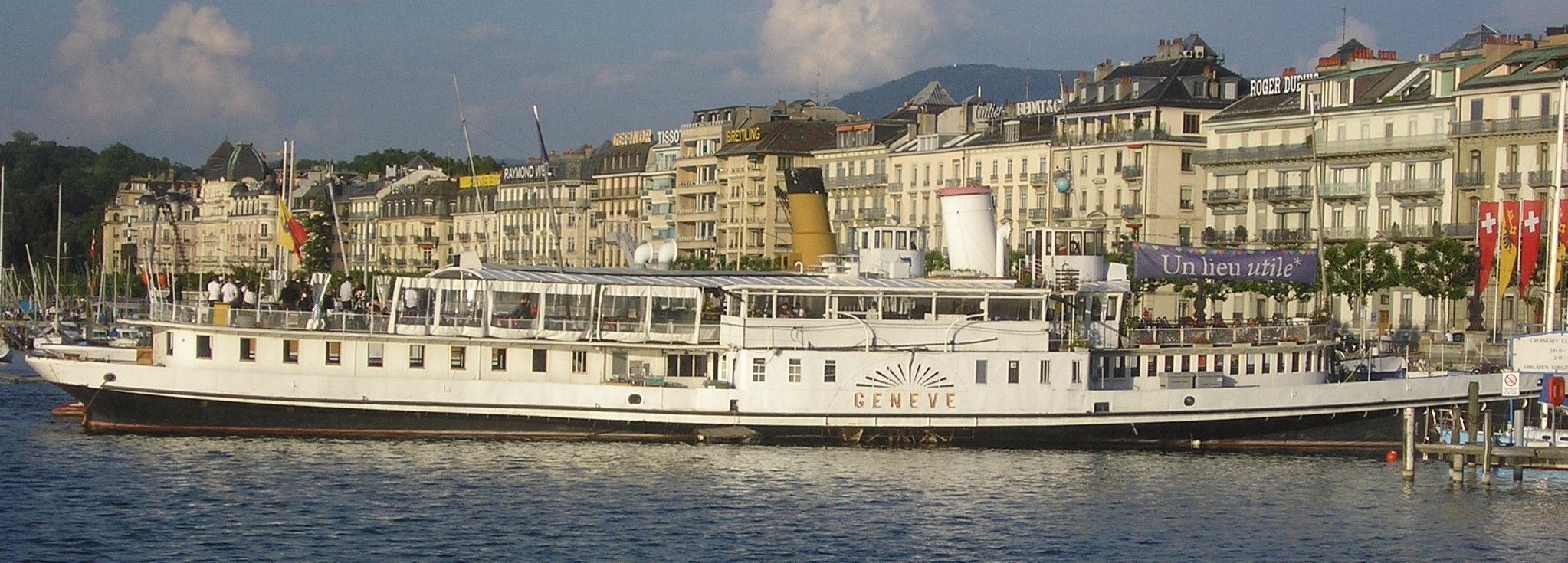
Le Genève, bateau du dernier voyage de l'impératrice.

Arrivée sur le pont du bateau Le Genève, l'impératrice demande à sa dame de la soutenir. Elle est sujette à un nouveau malaise. Irma Sztáray demande si un médecin est présent. En l'absence de médecin, plusieurs personnes participent aux soins dispensés à l'impératrice : une ancienne infirmière, madame Dardalle, Gabriel Monet, comptable du bateau, son épouse et un passager français nommé Teisset. La dame de compagnie demande de l'eau, on lui en donne. L'impératrice prend machinalement un sucre trempé dans du vinaigre, puis ouvre les yeux et dit : « Mais qu’est-il donc arrivé ? » Elle retombe inanimée à 13 h 54. Sa dame, en délaçant le corset, voit que le corps de la passagère présente une tache de sang de la taille d'un florin d'argent. Elle comprend de suite qu'Élisabeth vient d'être assassinée et révèle l'identité de la victime en demandant au capitaine d'accoster au plus vite. Le capitaine Roux fait donc exécuter un demi-tour à son bateau, tandis que son pilote improvise une civière à l'aide de rames, de toile de voile et d'une banquette en velours. On la ramène à l’hôtel, mais il est trop tard. Mandés à l'hôtel, les médecins Mayer et Étienne Golay, accompagnés d'un prêtre, constatent l'état désespéré de l'impératrice, qui meurt à 14 h 40,,.

### Mise en bière et autopsie

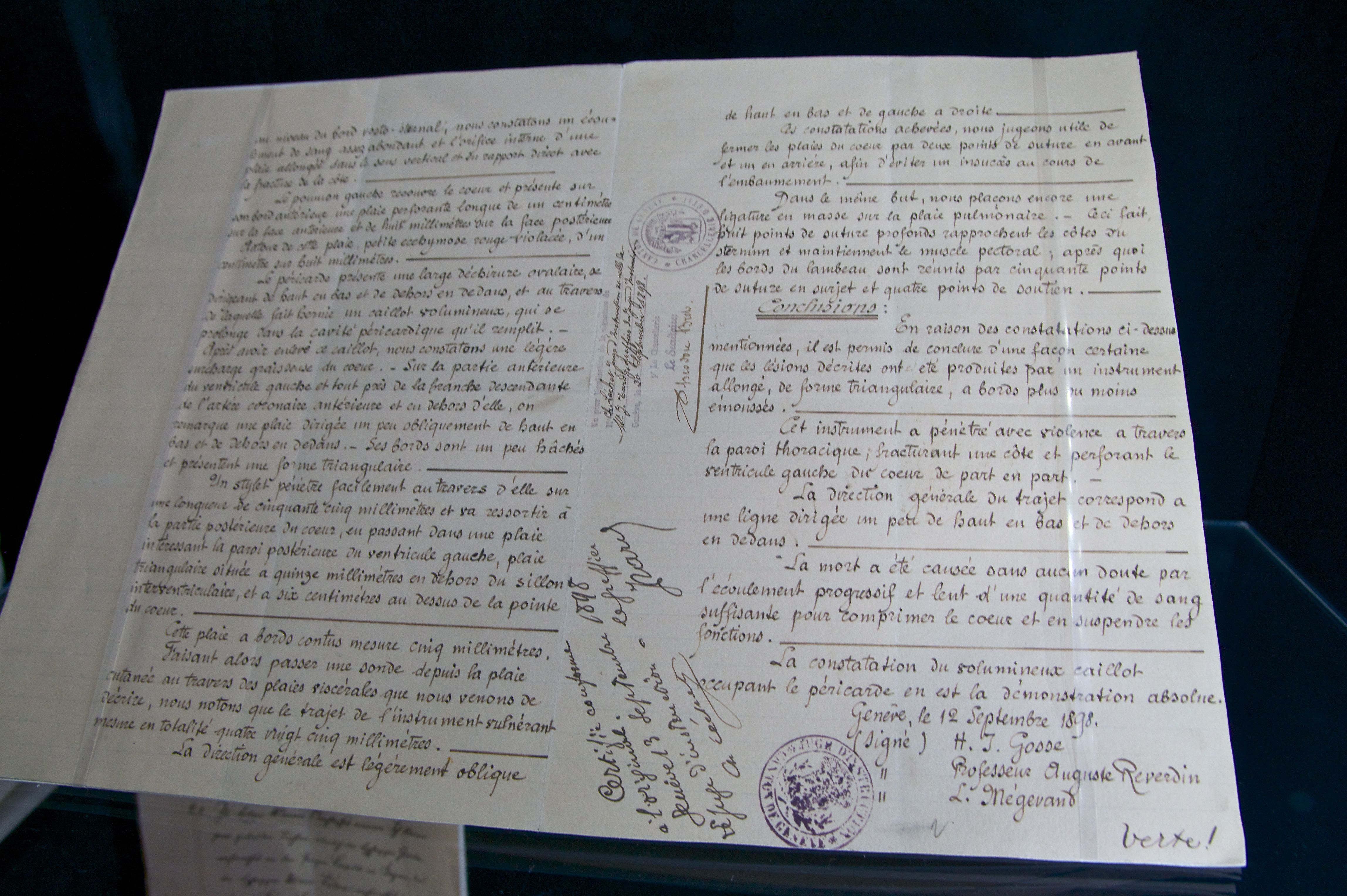
Dernière page du procès-verbal d'autopsie du corps de l'impératrice.

Provisoirement, le soir de l'attentat, le corps de l'impératrice est mis en bière dans un double cercueil frigorifique. La mise en bière a lieu en présence du général Adam de Berzeviczy, chambellan de la souveraine, arrivé par train spécial, de la dame d'honneur et de plusieurs serviteurs de la défunte. Deux religieuses veillent le corps.
Le dimanche 11 septembre, le lendemain de l'assassinat, l'empereur télégraphie qu'il autorise les autorités helvétiques à procéder à une autopsie. Le médecin suisse Auguste Reverdin réalise l'intervention, qui révèle une blessure étroite, mais profonde de huit centimètres et demi. L'arme a pénétré la cage thoracique à la hauteur de la quatrième côte, traversé le poumon et transpercé le cœur. Le procès verbal d'autopsie indique que le stylet a traversé la paroi thoracique et perforé le péricarde et le ventricule de part en part. Le sang s'est écoulé lentement dans l'espace entre ce péricarde inextensible et le cœur qu’il enserre, réduisant progressivement l'espace de battement du ventricule gauche, jusqu'à diminuer peu à peu la quantité de sang mobilisée par chaque contraction pour la grande et la petite circulation, selon le mécanisme appelé la tamponnade. Le rapport conclut : « la mort a été causée sans aucun doute par l'écoulement progressif et lent d'une quantité suffisante de sang pour comprimer le cœur et en suspendre les fonctions. »
Le mardi 13 septembre, un train spécial en provenance d'Autriche amène à Genève plusieurs personnalités de la cour : la comtesse Marie-Thérèse de Harrach, grande-maîtresse de la cour de l'impératrice, la comtesse Marie Festetics de Tolna, dame d'honneur, le comte Franz de Bellegarde, chambellan, et le prince d'Auersperg, grand-chambellan, auxquels s'est joint le colonel Wenger, inspecteur principal du Jura-Simplon.
Le mercredi 14, à 8 h du matin, a lieu la levée du corps. De l'hôtel Beau-Rivage à la gare de Genève-Cornavin, le cercueil est tiré par quatre chevaux caparaçonnés sous les regards d'une foule nombreuse et silencieuse. À la gare, le Conseil fédéral et le Conseil d'État rendent un ultime hommage à la souveraine. À 9 h, le train mortuaire s'ébranle en direction de Vienne. Il traverse la Suisse, puis entre en territoire autrichien à Feldkirch peu après midi. Sur le passage du convoi funéraire, les cloches sonnent sans discontinuer dans toute la principauté de Liechtenstein.

### Rapatriement et funérailles à Vienne

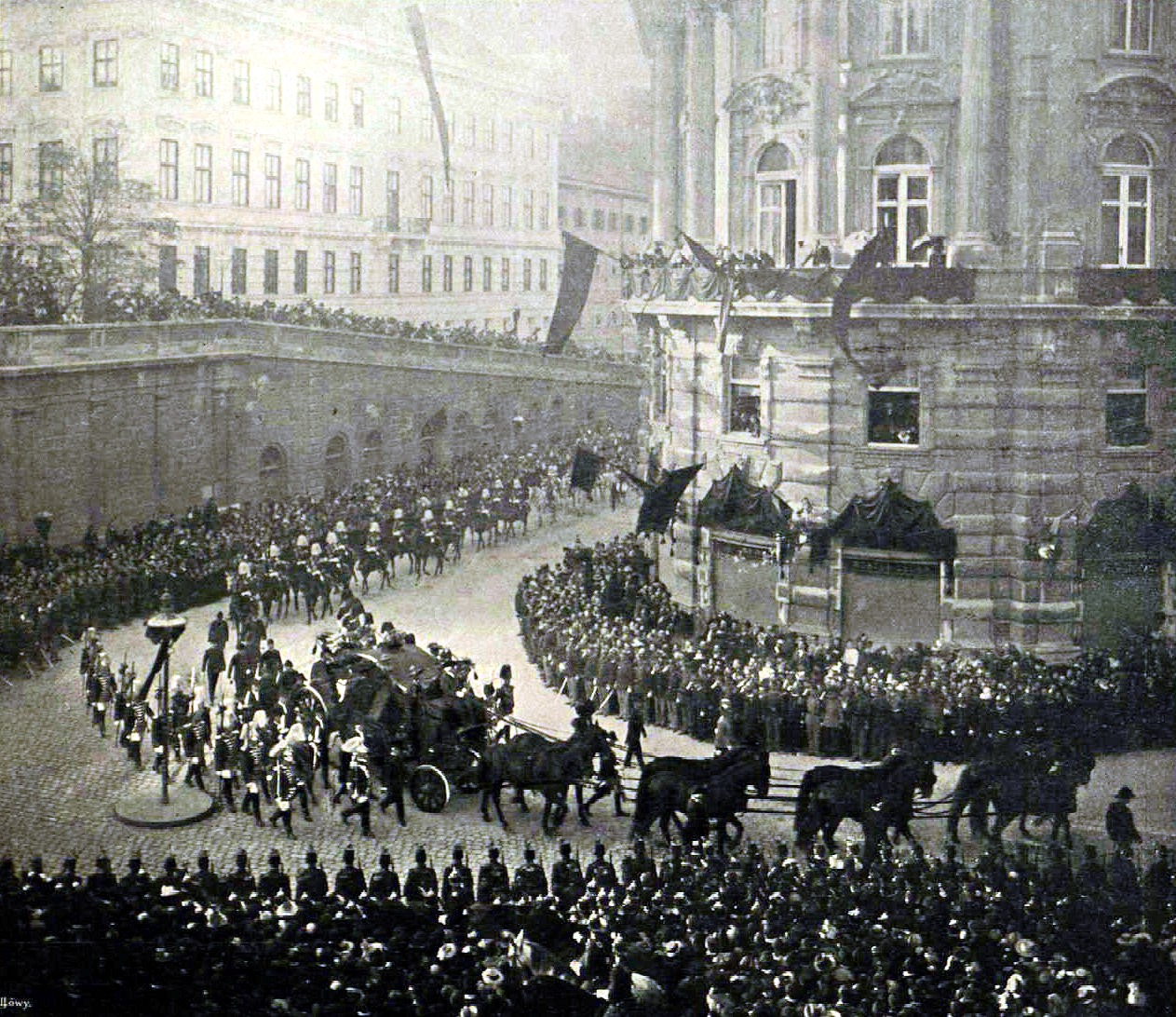
Cortège funèbre de l'impératrice, le 17 septembre 1898 à Vienne.

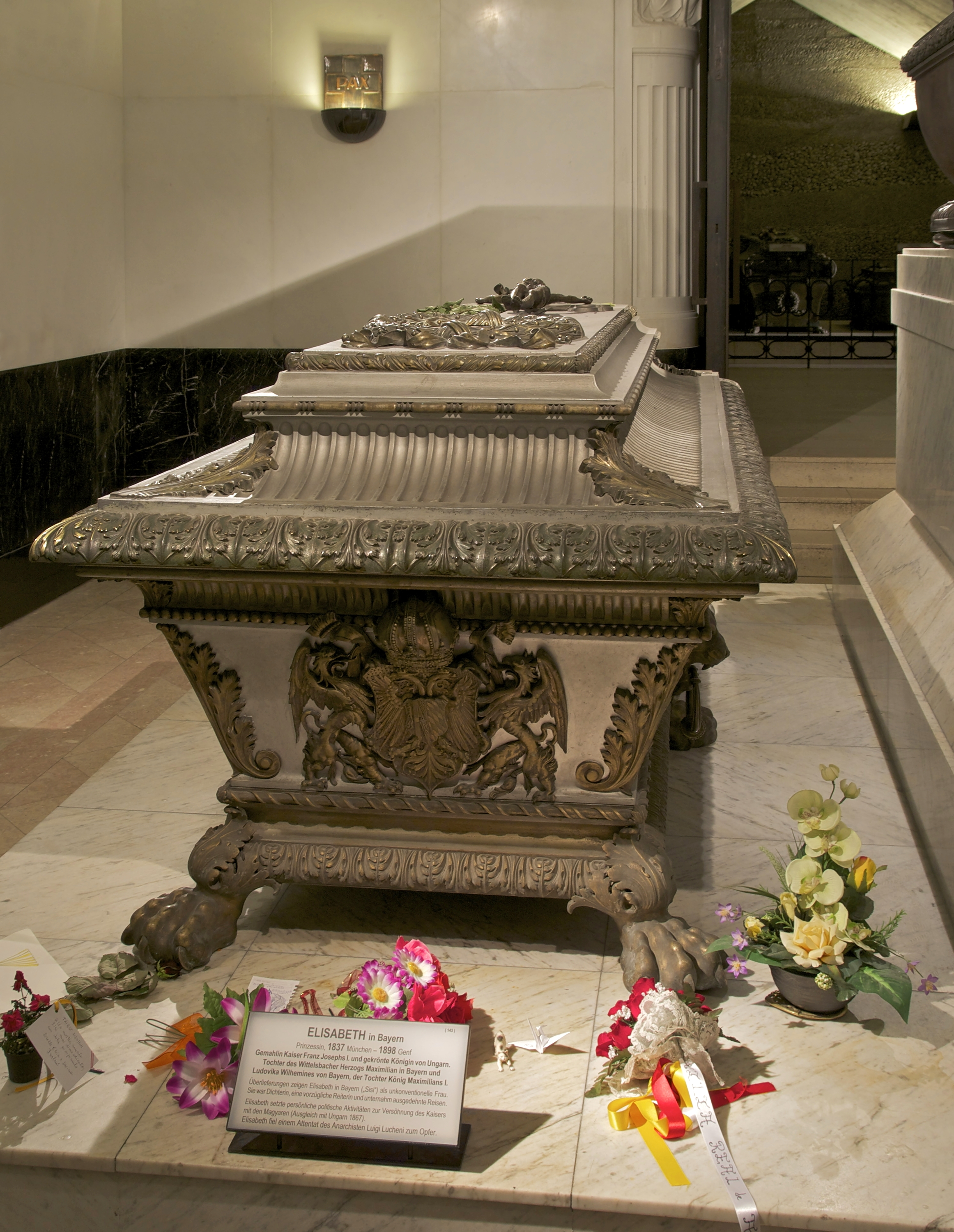
Le tombeau de l'impératrice dans la crypte des Capucins à Vienne.

Le jeudi 15 septembre 1898, le train funèbre s'arrête à Innsbruck à 7 h 22. Le soir, à 22 h, la dépouille de l'impératrice parvient à Vienne, dont les rues sont remplies de monde. La population rend un dernier hommage à la défunte durant la journée du vendredi 16 septembre 1898 en se recueillant auprès de l'impératrice qui repose dans un cercueil en métal dans l'église de la Hofburg. Lorsque les portes de l'église ferment à 18 h, des milliers de personnes attendent encore leur tour. Huit personnes s'évanouissent sous l'effet de la chaleur. Dans la soirée, le Ring, ordinairement désert, est très animé. Une foule de gens de diverses conditions sont présents. À 23 h, un train spécial ramène le corps d'Élisabeth vers le palais impérial.
Les obsèques ont lieu le samedi 17 et donnent lieu à une affluence massive avant les cérémonies à l'église Saint-Michel et l'inhumation dans la crypte des Capucins, nécropole des Habsbourg-Lorraine. Le cortège funèbre est imposant : le char funèbre est traîné par huit chevaux et le cercueil disparaît sous les couronnes et guirlandes de fleurs. Parmi les hôtes étrangers, figurent notamment des souverains allemands : l'empereur allemand Guillaume II, le roi Georges Ier de Saxe, le prince-régent Luitpold de Bavière, le grand-duc Pierre II d'Oldenbourg, le duc Alfred Ier de Saxe-Cobourg et Gotha, le grand-duc héritier Guillaume-Ernest de Saxe-Weimar-Eisenach, le grand-duc héritier Adolphe-Frédéric de Mecklembourg-Strelitz, le grand-duc héritier Frédéric de Bade, mais aussi le roi Carol Ier de Roumanie, le roi Alexandre Ier de Serbie, le prince souverain Ferdinand de Bulgarie, le prince Albert, héritier du trône de Belgique, le prince Victor-Emmanuel, héritier du trône d'Italie, le diadoque Constantin de Grèce, le prince héritier Danilo de Monténégro, le duc de Cumberland Ernest-Auguste de Hanovre, le prince Guillaume de Hohenzollern-Sigmaringen, le grand-duc Alexis de Russie, le duc d'Alençon Ferdinand d'Orléans.

### Profil de Luigi Lucheni

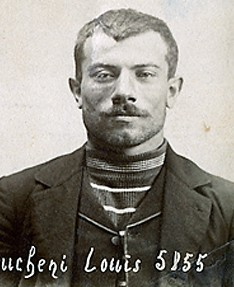
Luigi Lucheni.

Luigi Lucheni, âgé de 25 ans, voulait initialement tuer Humbert Ier, roi d'Italie, mais celui-ci, averti par la France (un agent de la Sûreté générale française assistait à la réunion des anarchistes), a renforcé la sécurité autour de lui. De même, la seconde cible de Lucheni, Philippe, duc d'Orléans, prétendant au trône de France, avait changé ses plans et n'était pas présent à Genève. L'assassin a choisi en troisième lieu une « victime de rechange » et s'est tourné vers une autre aristocrate. Il voulait se faire connaître en tuant une personnalité car, étant maçon au passé malheureux, il voulait prendre une revanche sur son enfance d'orphelin.
Après avoir commis son crime, Lucheni s'enfuit par la rue des Alpes et veut pénétrer dans le vaste square des Alpes où il aurait pu se dissimuler aisément. Cependant, il est rapidement saisi par deux cochers, Victor Vuillemin et Louis Chamartin, qui stationnaient sur le quai et avaient vu l'attentat. Ils ont remis leur prisonnier, qui les a suivis sans résistance en chantant et en disant « Je l'ai bien touchée, elle doit être morte ! », à un batelier nommé Albert Fiaux et au gendarme Kaiser qui l'ont conduit au poste de police des Pâquis.
Lors de son interrogatoire, il « s'exprime avec clarté et une grande lucidité d'esprit ». Il déclare qu'au moment d'acheter la lime, avec laquelle il a perpétré son crime, à l'éventaire d'un marchand de vieux outils à la place de la Riponne à Lausanne, il n'avait pas encore l'idée de frapper un haut personnage, mais qu'il voulait avoir un stylet. En agissant sur le territoire du canton de Genève, Lucheni ne peut, selon les tribunaux genevois, être extradé, ni être exécuté. Il encourt la peine de réclusion à perpétuité.
Luigi Lucheni est jugé, condamné à la réclusion à perpétuité, puis emprisonné à Genève, où il est retrouvé pendu dans sa cellule de prison en 1910, après qu'un gardien a subtilisé ses mémoires. Intitulés Histoire d'un enfant abandonné à la fin du XIXe siècle racontée par lui-même, ses mémoires ont d'abord pour objet de réfuter les « théories absurdes » qui furent tenues à son propos. Le bien connu Cesare Lombroso, fondateur de l'école italienne d'anthropologie criminelle, a personnellement enquêté sur Lucheni, qu'il décrit comme un « superbe spécimen de criminel-né ». Ses successeurs, chacun à leur manière, aliénistes, criminalistes ou philanthropes, lui ont emboîté le pas. « Or l'assassin de Sissi ne se reconnaît ni dans ces portraits, ni dans celui d'« anarchiste convaincu », qu'il a lui-même composé. Tardif, initié au contact des milieux italiens exilés en Suisse, son anarchisme n'est que de surface. S'il déteste l'injustice et l'Église, Lucheni aime l'armée, croit l'autorité nécessaire, et a pensé un jour être gardien de prison. Passée la griserie du procès, son crime lui devient incompréhensible ».

## Réactions nationales et internationales

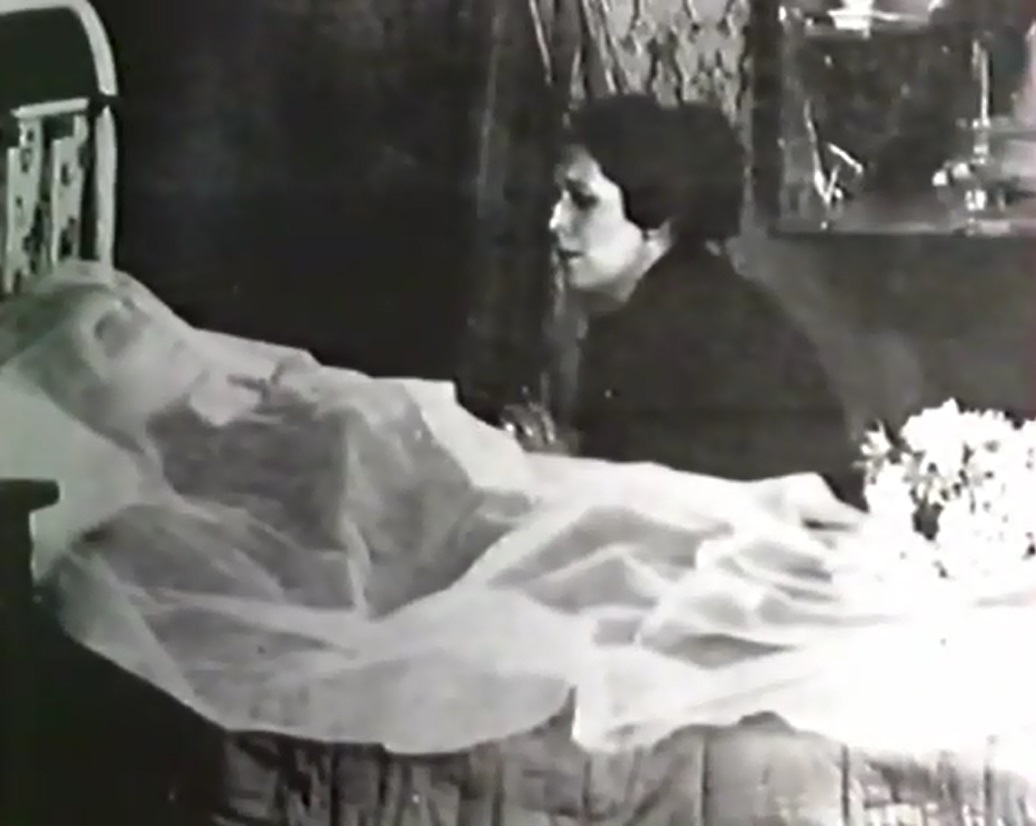
L'impératrice Élisabeth sur son lit de mort, à Genève.

C'est l'agence Havas qui la première communique par dépêche, l'après-midi même de l'assassinat, la nouvelle sous forme conditionnelle, mais les correspondants des journaux européens à Genève confirment presque aussitôt l'attentat. Dans les heures suivant la diffusion de la nouvelle, l'empereur reçoit des télégrammes de condoléances des souverains et chefs d'État du monde entier, y compris du Japon, du Pérou, du Chili, de l'Uruguay et de Zanzibar.

### Vienne

François-Joseph par László en 1899.

Lorsque la nouvelle parvient à Vienne, les ministres sont réunis en Conseil. Le comte Agenor Maria Gołuchowski, ministre austro-hongrois des Affaires étrangères, se rend immédiatement à Schönbrunn où se trouve l'empereur François-Joseph. Ce dernier avait déjà appris, à 16 h 30, la nouvelle par le comte Eduard von Paar, son aide de camp, et avait éclaté en sanglots. Le texte du premier télégramme chiffré, adressé à François-Joseph par la dame d'honneur de l'impératrice, mentionnait qu'Élisabeth avait été blessée. L'empereur pensait initialement que sa femme s'était donné la mort avant qu'une seconde dépêche adressée au comte Paar confirme l'assassinat. L'empereur se rend avec Gołuchowski à Vienne, où il est rejoint par son frère, l'archiduc Louis-Victor.
Aussitôt connue la nouvelle, la population manifeste sa profonde sympathie pour l'empereur, qui fait suspendre les représentations théâtrales dans le cadre du Jubilé des 50 ans de son règne. Le deuil est général. Exceptionnellement, le ministre du Commerce autorise les journaux viennois à paraître le dimanche, afin de couvrir l'événement. L'affluence des ouvriers italiens à Vienne est fustigée par une partie de la population qui déclare : « Les Italiens ne se contentent pas de prendre notre pain, ils tuent encore notre impératrice. » Les signes de deuil se multiplient dans la ville, les drapeaux, cravatés de noir, flottent en berne sur les édifices municipaux et autres.
Le gouvernement autrichien invite les autres puissances à se joindre à lui, afin d'adresser au gouvernement suisse une note l'invitant à accorder son droit d'asile avec davantage de circonspection, surtout à l'égard des révolutionnaires italiens. Dans le même esprit, les autorités viennoises décident la « convocation d'une conférence internationale [...] pour organiser une union de l'Europe contre l'anarchie ».

### Genève

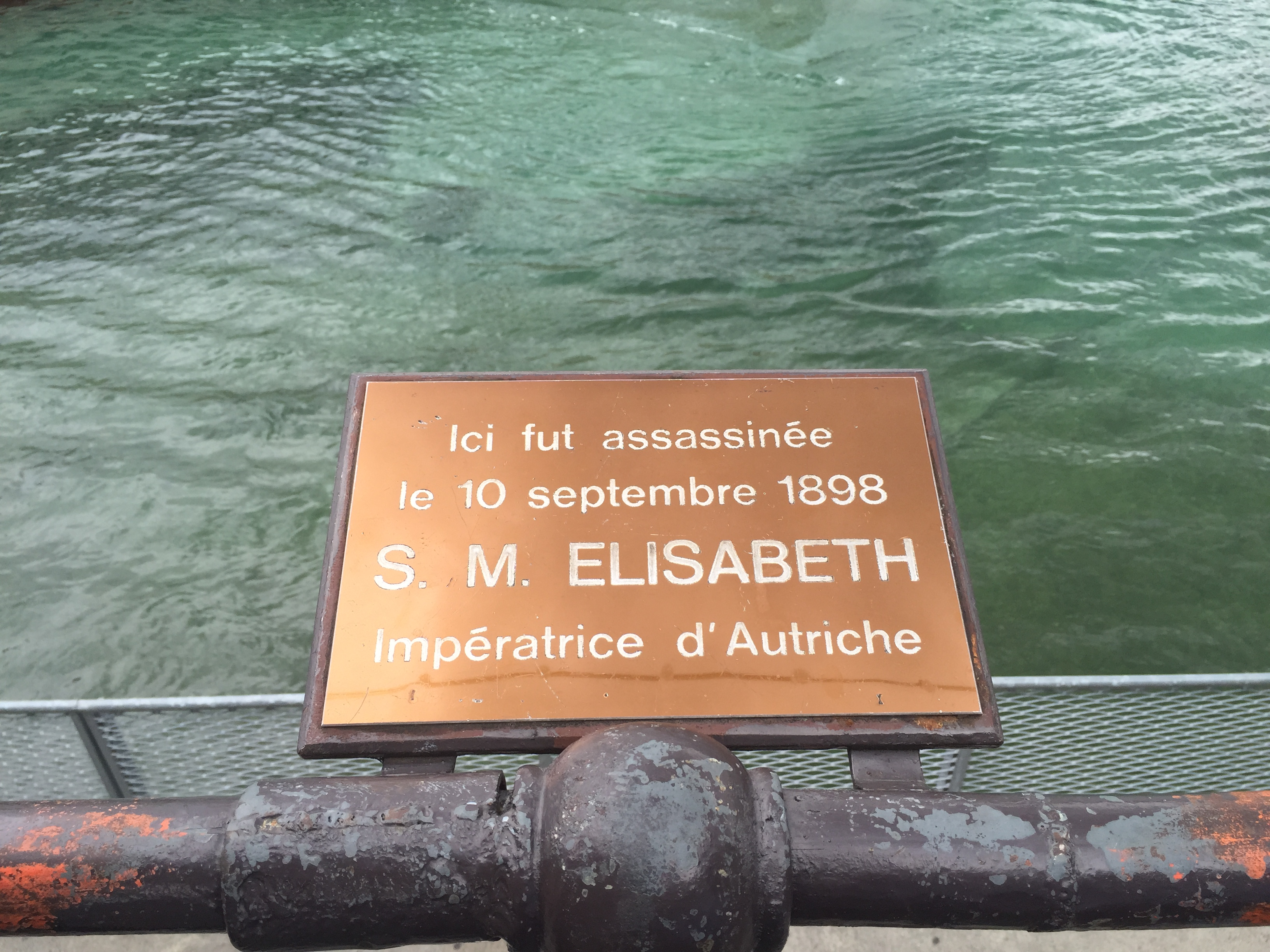
Plaque rappelant l'assassinat de l'impératrice à Genève.

Le gouvernement fédéral, qui avait été officiellement avisé de la prochaine arrivée en Suisse de l'impératrice, avait régulièrement informé les gouvernements des cantons sur le territoire desquels elle devait résider, qu'il leur incombait de prendre les mesures de police ordinaires. Cependant le projet de l'impératrice de se rendre à Genève a été totalement ignoré du gouvernement qui n'a pu intervenir, l'impératrice voyageant incognito sous le nom de « comtesse de Hohenems »,. Toutefois, une polémique éclate quand même au sujet du manque de protection de l'impératrice. Cette dernière ayant donné l'ordre de supprimer une surveillance qu'elle jugeait désagréable, M. Virieux, chef de police du canton de Vaud, avait obtempéré en retirant ses agents la veille de l'assassinat. L'impératrice avait également congédié une importante partie de sa suite, favorisant le crime de Lucheni qui aurait peut-être été dissuadé d'agir en présence de policiers ou de membres de la suite impériale. Enfin, l'annonce dans la presse de la présence de l'impératrice à Genève le samedi matin, attribuée à quelque indiscrétion du personnel de l'hôtel, a pu être décisive. Une polémique plus discrète et plus brève pose la question de la qualité des soins prodigués à l'impératrice.
La sensation produite dans toute la Suisse a été profonde. La population a été à la fois émue et indignée. Tous les journaux publient des suppléments exprimant l'horreur que le crime a provoquée.
Le 12 septembre 1898, à la demande des autorités de Genève, des manifestations populaires ont lieu en face de l'hôtel Beau-Rivage. L'impréparation de ces hommages engendre un désordre, critiqué défavorablement par la presse étrangère.
Le 14 septembre, le conseiller fédéral Lachenal se rend au Conseil d'État dont la séance est en partie consacrée aux dernières dispositions relatives à la levée du corps. La veille, plusieurs arrestations d'« anarchistes » ont eu lieu à Lausanne.

### Budapest
Les journaux hongrois manifestent particulièrement leur admiration pour l'impératrice qui aimait tant la Hongrie et soulignent le courage héroïque de l'empereur. Les journaux de Budapest publient un appel à la population en vue d'une souscription pour élever un monument en hommage à l'impératrice. Un correspondant hongrois écrit : « le poignard qui a percé le cœur de l'impératrice-reine Élisabeth a aussi blessé le cœur de la nation magyare. Pendant le temps de l'oppression par l'Autriche, de 1857 à 1866, les Hongrois n'ont eu d'autre appui, à la cour de Vienne, que l'impératrice d'Autriche ». L'empereur François-Joseph comprend la tristesse exprimée à Budapest : « Oui, ils peuvent pleurer. Ils ne savent pas quelle amie ils ont perdue en leur reine ».

### Berlin
La nouvelle de l'assassinat conduit au renforcement de la police allemande. Eberhard von der Recke von der Horst, ministre de l'Intérieur de Prusse, envoie une circulaire aux magistrats des villes pour les engager à augmenter le nombre de leurs agents. Il recommande surtout aux grandes agglomérations ouvrières de veiller à ce que la police soit suffisante. Après avoir adressé un télégramme de condoléances, l'empereur allemand Guillaume II décrète un deuil de cour. Ailleurs en Allemagne, à Spandau, la presse relève de graves désordres qui se sont produits, le 14, entre des ouvriers maçons allemands et italiens. La police doit intervenir pour accompagner les ouvriers italiens et les protéger des attaques de leurs collègues allemands. Un correspondant berlinois affirme qu'« à la suite des ordres sévères envoyés à la police après l'attentat [...], tous les individus louches de nationalité étrangère seront expulsés de Berlin ».
Le correspondant berlinois de L'Indépendance belge écrit : « Le crime de Genève a eu un douloureux retentissement à Berlin. L'impératrice Élisabeth était une princesse de sang allemand, les rapports des cours de Berlin et de Vienne ont toujours été très amicaux [...]. L'empereur ira en personne à Vienne porter ses condoléances à son allié et ami François-Joseph [...]. Dans Berlin, à côté du deuil officiel des ministères et monuments publics, il s'est produit maintes manifestations d'ordre particulier. Nombre de maisons ont arboré les couleurs autrichiennes cravatées de crêpe [...]. Il a été question, au lendemain du crime, d'une entente internationale contre les anarchistes. Quoique ce sentiment d'indignation soit légitime sous l'emprise de l'émotion ressentie, il faut se défier de ces mesures de représailles proposées ab irato. C'est ainsi que des feuilles conservatrices englobent [...] les socialistes dans la secte à persécuter [...]. On voudrait profiter de l'émotion générale [...] pour forger quelque loi à multiple effet, dont la liberté générale aurait à pâtir par la suite [...]. Toujours faut-il que la loi à faire s'en tienne à son but strict et ne devienne pas une arme antilibertaire entre les mains des ministres réactionnaires ».

### Paris

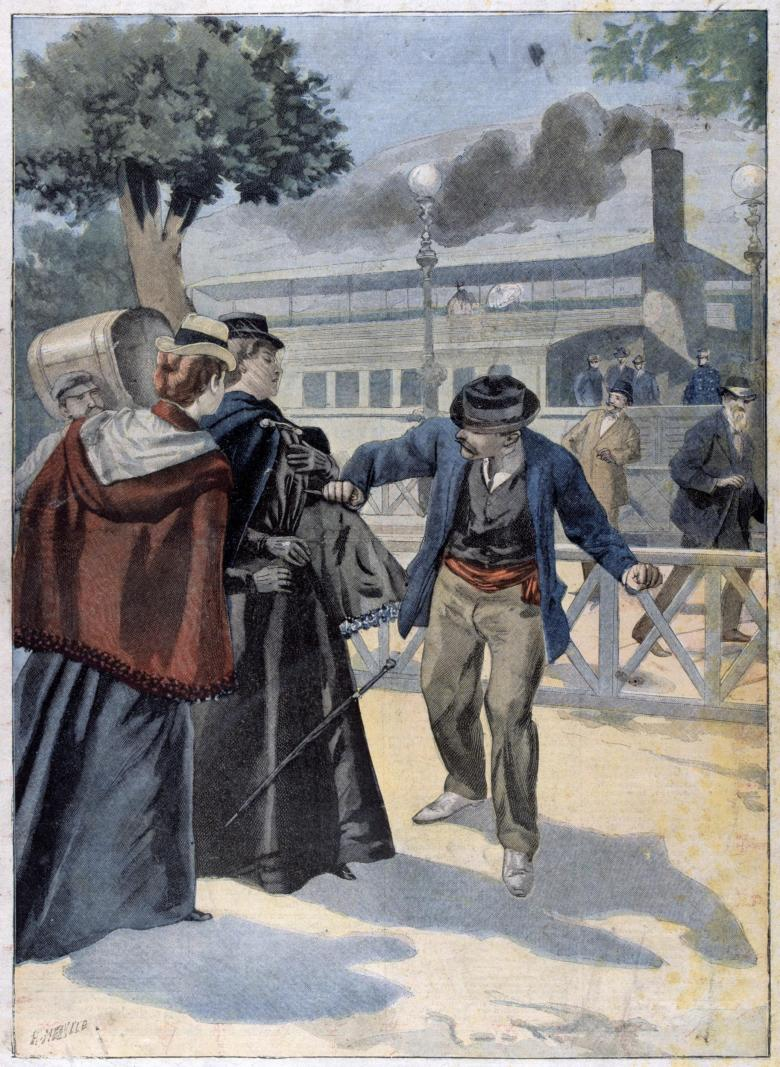
Reconstitution du meurtre en Une du quotidien Le Petit Journal (25 septembre 1898).

Le gouvernement français apprend la nouvelle par une dépêche du consul général de France à Genève. Quelques heures après le forfait, les dépêches se succèdent au sujet de l'assassin ; certaines précisent que s'il est italien, l'anarchiste Lucheni est né à Paris. Le président de la République, Félix Faure, envoie alors son secrétaire général porter à l'ambassade d'Autriche ses condoléances et adresse un télégramme à l'empereur d'Autriche. Le président du Conseil, Henri Brisson, et le ministre des Affaires étrangères, Théophile Delcassé, envoient également un télégramme à Vienne. La presse française est unanime à flétrir l'attentat de Genève : Le Figaro estime que l'empire austro-hongrois vient de perdre sa meilleure et sa plus malheureuse souveraine, tandis que L'Écho de Paris rappelle que Lucheni a été condamné à mort par contumace après les troubles de l'Italie.
En France, l'attentat de Genève rappelle l'assassinat de Sadi Carnot commis par un autre jeune anarchiste italien, Sante Geronimo Caserio, faisant également usage d'une arme blanche à Lyon en 1894. Comme après l'attentat contre Carnot, dans les quatre jours suivant l'attentat de Genève de 1898, des exactions se produisent contre la communauté italienne française. Les maisons, magasins et négoces de ressortissants italiens sont incendiés et pillés et des Italiens sont agressés.

### Rome
Luigi Pelloux, président du Conseil des ministres d'Italie, ordonne qu'un drapeau cravaté de crêpe soit hissé en berne sur tous les édifices publics. Les navires de la marine royale hissent également un pavillon de deuil. Les ministres et sous-secrétaires d'État apportent leur carte à l'ambassade d'Autriche-Hongrie. À Rome, la police procède à plusieurs arrestations de « socialistes et anarchistes », dont celles de deux rédacteurs de Avanti!. Ailleurs en Italie, le journal socialiste Il Lavoratore Comasco qui avait publié à Milan un article d'Edmondo De Amicis intitulé « Comment on devient anarchiste » est saisi par les autorités. D'autre part, le président du Conseil des ministres adresse une circulaire aux préfets relative à la « surveillance des anarchistes ».
À la suite de plusieurs attaques commises sur des ouvriers italiens en Autriche et tout particulièrement à Trieste, alors en territoire autrichien, Costantino Nigra, ambassadeur d'Italie à Vienne, « appelle encore une fois l'attention du comte Gołuchowski sur le péril de nouvelles agressions contre des Italiens à Trieste et autres lieux ». Le journal Il Caffaro demande que, pour l'honneur de l'Italie, le gouvernement autrichien soit ferme, car il estime pour sa part que « depuis trop longtemps, l'élément italien est persécuté dans le monde [...]. On cherche à mettre une sourdine à l'indignation ». En Italie, la presse prétend, avant de démentir l'information, que le prince héritier Victor-Emmanuel avait fait l'objet d'un attentat lors de sa venue à Vienne pour assister aux obsèques de l'impératrice.

### Vatican
Le pape Léon XIII, qui a appris la nouvelle par les journaux, et n'a eu la confirmation officielle que le lendemain matin, fait exprimer à Vienne sa « profonde consternation pour l'inqualifiable forfait de Genève ». Le souverain pontife annonce la célébration d'une messe solennelle dédiée au repos de l'âme de l'impératrice à l'église Santa Maria in Traspontina dans le rione Borgo le 19 septembre.

### Bruxelles
La presse belge est unanime pour condamner l'attentat. Léopold II dépêche son neveu, le futur roi Albert, à Vienne pour le représenter aux funérailles. À sa sœur Henriette, le prince Albert écrit : « L'empereur a été très aimable et nous a reçus isolément. La cérémonie a été très courte et très simple. » Un service funèbre pour le repos de l'âme de l'impératrice est célébré le 17 septembre 1898 par les soins de l'ambassade d'Autriche en l'église Saint-Jacques-sur-Coudenberg où deux représentants du roi sont présents : John d'Oultremont, grand-maréchal de la cour, et le général Maximilien Strauch.
Dans les jours suivant l'attentat de Genève, plusieurs « anarchistes » sont arrêtés à Bruxelles. Dans la capitale, de virulents placards anarchistes ont été apposés sur de nombreuses maisons, et particulièrement dans les quartiers aristocratiques. L'un des textes de ces libelles est cité par la presse : « Exécution d'une grande .... L'impératrice d'Autriche est occis  [sic] ! La .... vient d'être poignardée à coup de lime par un révolté anarchiste. À qui le tour maintenant ? Ce n'est pas le dernier, il y a encore des mâles ici-bas ! la race des Ravachol, des Henry, des Caserio, des Angiolillo, etc n'est pas encore éteinte ». Deux des afficheurs sont arrêtés : ce sont des citoyens français séjournant à Bruxelles sans résidence fixe. Un peu plus tard dans la journée du 15 septembre, une autre arrestation a lieu gare du Nord à Bruxelles où un individu, armé d'un long couteau, a brandi son arme en proférant des propos à la gloire de l'anarchisme, de Caserio et d'Émile Henry.
Ces arrestations nombreuses suscitent quelques commentaires du journal L'Indépendance belge : « l'abominable attentat de Genève a mis en ébullition toutes les cervelles réactionnaires. Avec une ingéniosité digne d'admiration, elles se mettent depuis quatre jours en travail pour découvrir un moyen efficace de prévenir les crimes des anarchistes. C'est un phénomène qu'on a vu se produire chaque fois qu'un attentat de ce genre s'est produit. [...] Un anarchiste n'est pas un criminel avant d'avoir commis un crime, et l'on ne voit pas quel moyen pratique ou moral permettrait de prévoir que tel ou tel individu va commettre un attentat. [...] La justice à chacun, son droit et sa liberté à chacun, telle est la plus sûre garantie contre l'anarchie ».

### Amsterdam
Le lendemain de l'attentat de Genève, des journaux européens prétendent que la reine Wilhelmine a été victime d'une tentative d'attentat à Eijsden, non loin de la frontière belgo-hollandaise. Les villes belges situées à proximité des Pays-Bas font l'objet d'une attention particulière de la police judiciaire qui, munie de portraits d'anarchistes, surveille les voyageurs. Cette information est démentie dès le lendemain par la presse qui confirme qu'aucun attentat n'a eu lieu contre la jeune souveraine.

### Athènes
La population hellène, qui connaît la défunte grâce à ses fréquents séjours en Grèce, exprime un « sentiment d'horreur indescriptible », tandis que la presse rappelle que la souveraine assassinée parlait et écrivait à merveille leur langue. Le diadoque Constantin de Grèce est envoyé à Vienne afin d'assister aux obsèques.

### Madrid
Les journaux El Imparcial et El Liberal font l'éloge de l'impératrice, et toute la presse exprime « de vifs regrets pour le crime et la mort d'une si auguste personne ». Eugenio Montero Ríos, président du Sénat, se rend au palais afin d'exprimer, au nom du Sénat, ses condoléances à Marie-Christine d'Autriche, régente du royaume d'Espagne et cousine de l'empereur d'Autriche. L'attentat de Genève intervient un an après celui qui a coûté la vie, le 8 août 1897, à Antonio Cánovas del Castillo, président du Conseil des ministres en exercice, assassiné par un jeune anarchiste italien, Michele Angiolillo.

### Lisbonne
Un prétendu complot anarchiste contre le roi portugais Charles Ier, qui demeure à Lisbonne, est évoqué dans la presse internationale, engendrant de sévères mesures de police dans l'entourage du souverain.

### Londres
Une communication de la reine Victoria exprime « le chagrin ressenti à la nouvelle du crime horrible ». Elle dépêche son gendre, le prince Christian de Schleswig-Holstein, pour la représenter aux funérailles à Vienne. Son second fils, le duc Alfred Ier de Saxe-Cobourg et Gotha, est également envoyé aux obsèques, mais en qualité de souverain du duché de Saxe-Cobourg et Gotha.

### Saint-Pétersbourg
Les journaux russes expriment leur « horreur profonde pour l'abominable forfait de Genève ». Le tsar Nicolas II envoie un télégramme de condoléances à l'empereur d'Autriche avant de dépêcher à Vienne son oncle, le grand-duc Alexis Alexandrovitch de Russie, qui représente la maison impériale russe aux funérailles.

### Washington
Le président William McKinley envoie un télégramme de condoléances à Vienne.

## Le mythe de Sissi

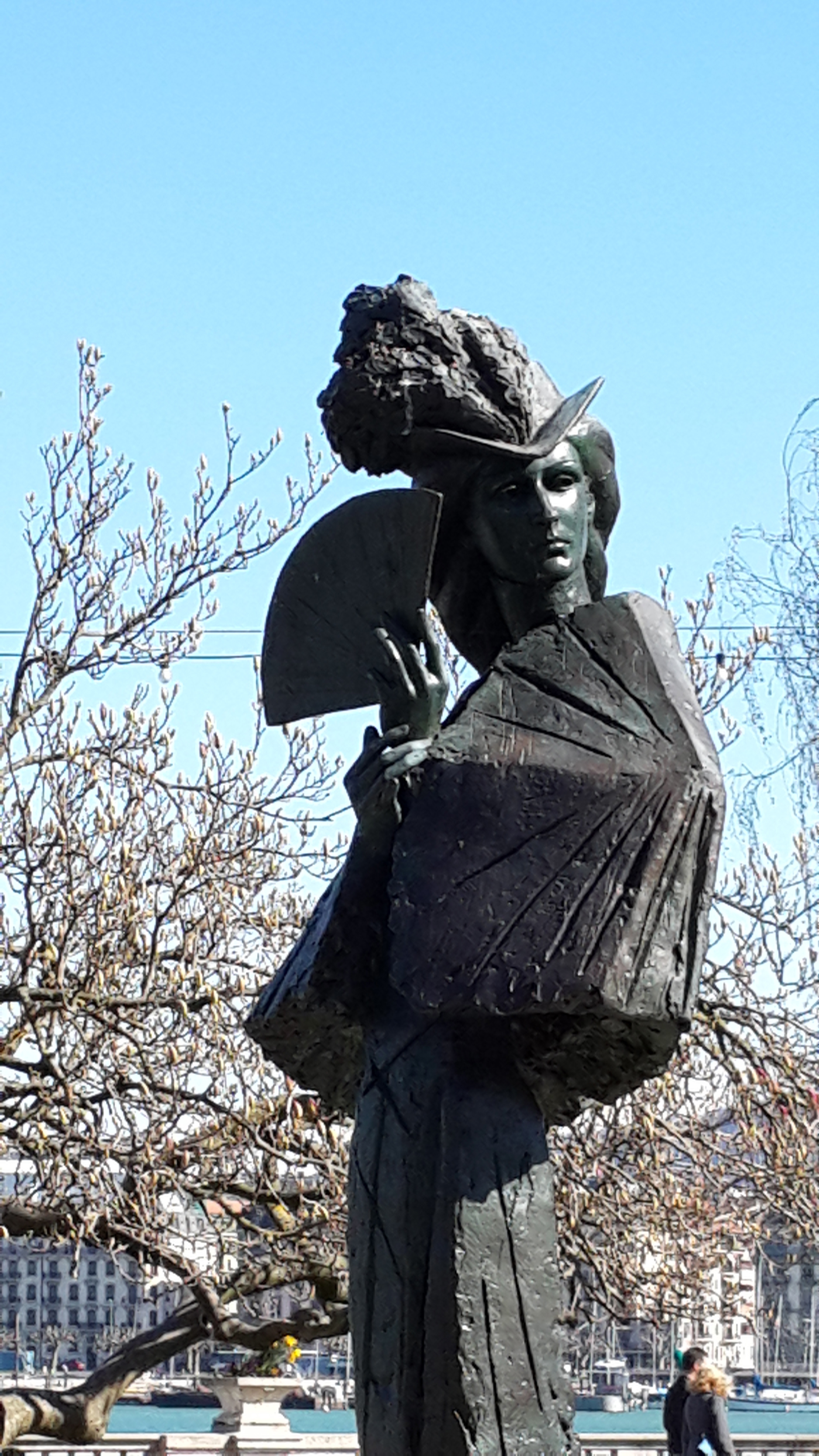
Mémorial de l'impératrice Élisabeth par Philipp Jackson à Genève (1998).

Plus d'un siècle après sa mort, la figure de l'impératrice Élisabeth demeure vivace. Jean des Cars, l'un de ses biographes, affirme que « Lucheni a tué une personnalité, mais il a fait naître un mythe. La mort a encore grandi Élisabeth. À ce feuilleton exemplaire, il a ajouté le dernier épisode ».
Quant à l'historien et essayiste suisse Jean-Jacques Langendorf, il établit un parallélisme entre deux mythes : celui du Titanic et l'assassinat d'Élisabeth d'Autriche, car tous deux préfigurent la fin d'un monde, ajoutant que le mythe de Sissi a pris corps de son vivant en raison des tragédies qu'elle a vécues, et surtout la mort de son fils unique Rodolphe à Mayerling. Langendorf prétend qu'« elle désirait mourir brutalement. La lame de Lucheni, elle l'a inconsciemment appelée de ses vœux ». Le psychanalyste Bruno Bettelheim estime, pour sa part, que « sa mort n'a pas eu plus de sens que sa vie ».
Le mythe d'Élisabeth s'exprime volontiers au cinéma, notamment par la trilogie réalisée par Ernst Marischka, qui a déjà créé entre 1932 et 1936, des opérettes autour de Sissi, et ses films avec l'actrice Romy Schneider jouant le rôle titre dans les films Sissi (1955), Sissi impératrice (1956) et Sissi face à son destin (1957). Selon David Lelait-Helo, biographe de Romy Schneider, Marischka prédit à l'actrice : « Tu vas faire rêver toutes les jeunes filles d'Europe ». Le réalisateur édulcore le mythe de l'impératrice d'Autriche en oubliant son instabilité, ses excès et son assassinat pour ne garder d'elle que l'image d'une adolescente élevée dans la verdure bavaroise et tombant amoureuse d'un prince charmant. Sans le savoir, la comédienne s'apprête à porter le mythe austro-hongrois, en même temps que les espoirs de peuples qui rêvent encore à leur passé glorieux. Le succès de la saga est immense, au-delà de toutes les attentes. Les recettes du film sont supérieures à Autant en emporte le vent. En 1973, dans le film Ludwig de Luchino Visconti, Élisabeth est de nouveau interprétée par Romy Schneider. La mort de l'impératrice d'Autriche est évoquée dans le film de manière presque métaphorique : le scénariste Enrico Medioli l'explique en retenant que « Visconti nous éclaire sur ce que sera le destin de certains personnages, dont la vie se prolonge au-delà de celle de Ludwig. Ainsi voilà Élisabeth, assassinée, couverte par son voile comme dans la photo de Genève : seulement une image ». Julien Sellier, autre biographe de Romy Schneider, va jusqu'à évoquer « la Sissimania » qui atteint la France en attirant une quinzaine de millions de spectateurs dans les salles de cinéma. En 2004, le téléfilm français Sissi, l'impératrice rebelle, réalisé par Jean-Daniel Verhaeghe, avec Arielle Dombasle dans le rôle-titre, relate les trois derniers jours de Sissi avant son assassinat,.